# Esus

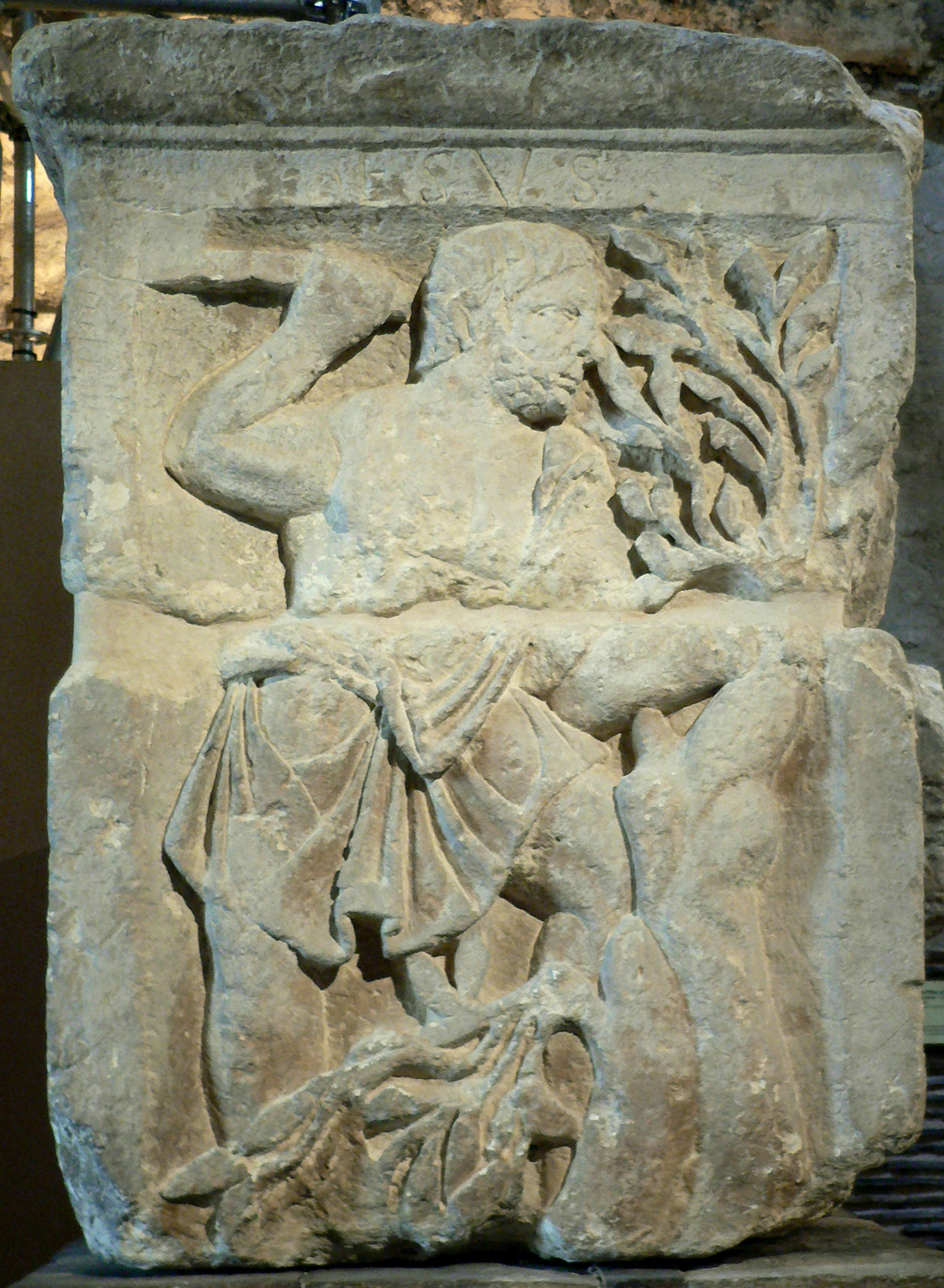
Afbeelding van Esus op de Pilier des nautes, die oorspronkelijk in een Gallo-Romeinse tempel in Lutetia (nu Parijs) stond.

Esus (ook wel Hesus, Aesus of Esos genoemd) was een Keltische god. Volgens de Bellum Civile van de Romeinse schrijver Marcus Annaeus Lucanus maakte Esus deel uit van de Keltische godentrias (goddelijke drie-eenheid), samen met Teutates en Taranis. Zijn naam betekende "heer" of "meester" en was mogelijk een cognaat van Zeus.
Afbeeldingen van Esus zijn gevonden op de Pilier des nautes, die oorspronkelijk in een Gallo-Romeinse tempel in Lutetia (nu Parijs) stond. De god wordt ook afgebeeld op een pilaar van de Treveri rond de stad Trier. Op zowel de Pilier des nautes als de pilaar van de Treveri hakt Esus met een bijl bomen om. Op de Pilier des nautes wordt hij vergezeld door Tarvos Trigaranus, een goddelijke stier met drie kraanvogels op zijn rug. 
Hij wordt ook wel geassocieerd met overvloed, omdat hij ook vaak afgebeeld staat met een zak munten. 
Net als de andere Goden van de Keltische drie-eenheid vroeg hij mensenoffers. Zijn offers moesten niet verbrand of doodgeslagen worden, maar opgehangen worden aan een boom.
Abnoba · 
Ancamna ·
Andarta ·
Andraste ·
Anu ·
Artio · 
Arduinna · 
Arvernorix · 
Aufaniae · 
Ategnissa · 
Aveta · 
Badb ·
Banba ·
Belenos ·
Belisama · 
Bormo · 
Branwen ·
Breg ·
Bres ·
Breogán ·
Brigantia · 
Bussurigios · 
Cailleach ·
Camulos ·
Caturix · 
Cernunnos ·
Cicollos · 
Cissonius · 
Cú Chulainn ·
Dagda ·
Danu ·
Domnu ·
Epona ·
Ériu ·
Esus ·
Fand ·
Fódla ·
Gontia · 
Grannus · 
Gwendolyn ·
Herecura · 
Icovellauna · 
Intarabis · 
Inciona ·
Iouga ·
Lí Ban ·
Litavis · 
Llŷr ·
Loucetius · 
Lugh ·
Lugos · 
Luxovius ·
Macha ·
Marrigu ·
Matres ·
Mogons · 
Mogontia · 
Morrigan ·
Nemain ·
Nemetona · 
Ogma ·
Ogmios · 
Poeninus · 
Ritona · 
Rhenus · 
Rosmerta · 
Seela ·
Sequana ·
Sídhe ·
Suleviae ·
Taranis · 
Toutiorix · 
Teutanus · 
Teutates ·
Tuatha Dé Danann ·
Vassocaletis · 
Vellaunus ·
Vosegus · 
Xulsigiae